# جائحة فيروس كورونا في إفريقيا
توثق هذه المقالة البلدان في أفريقيا المتأثرة بفيروس كورونا والمسؤول عن جائحة فيروس كورونا 2019–20 التي تم توثيقها لأول مرة في ووهان، الصين والتي قد لا تشمل جميع الاستجابات والإجراءات الرئيسية الحالية.
في 14 فبراير 2020. تم تأكيدأول حالة مؤكدة في القارة كانت في مصر،  وكانت أول حالة مؤكدة في أفريقيا جنوب الصحراء الكبرى في نيجيريا. وحتى منتصف مارس/آذار، كان عدد الحالات المبلغ عنها في أفريقيا منخفضًا نسبيًا. ومن غير الواضح ما إذا كان السبب في ذلك هو أن المرض ينتشر دون أن يتم اكتشافه أو لأنه لا ينتشر كثيرًا (رُبما بسبب اِرتفاع درجات الحرارة أو محدودية اتصالات السفر الدولية). وقد كانت معظم الحالات التي أكدت إصابتها قادمة من أوروبا والولايات المتحدة وليس من الصين.
وقد قلق الخبراء من انتشار كوفيد-19 في أفريقيا، لأن العديد من أنظمة الرعاية الصحية في القارة غير كافية، وتعاني من مشاكل مثل نقص المعدات، ونقص التمويل، وعدم كفاية تدريب العاملين في مجال الرعاية الصحية، وعدم كفاءة انتقال البيانات. ويُخشى أن يكون من الصعب السيطرة على الوباء في أفريقيا، ويمكن أن يسبب مشكلات اقتصادية ضخمة إذا انتشر على نطاق واسع.
وقال ماتشيديسو مويتي من منظمة الصحة العالمية إن غسل اليدين والإبعاد الاجتماعي قد يشكلان تحديًا في بعض الأماكن في أفريقيا. وقد لا يكون الإغلاق ممكنًا، وقد تتفاقم التحديات بسبب انتشار أمراض مثل الملاريا وفيروس نقص المناعة البشرية والسل والكوليرا. وساعدت منظمة الصحة العالمية العديد من البلدان في القارة على إنشاء مختبرات لاختبار كوفيد 19.
وقد تم تنفيذ العديد من التدابير الوقائية في بلدان مختلفة في أفريقيا، بما في ذلك منع السفر، وإلغاء الرحلات الجوية، وإلغاءالمهرجانات وغيرها من الاحداث سنوية، وإغلاق المدارس، وإغلاق الحدود. يقول الخبراء إن تجربة مكافحة الإيبولا ساعدت بعض البلدان على الاستعداد لـ كوفيد-19.

## خلفية
في 12 يناير 2020، أكدت منظمة الصحة العالمية عن ظهور فيروس كورونا المستجد كسبب للمرض التنفسي الذي أصاب مجموعة من الأشخاص في مدينة ووهان، مقاطعة خوبي، الصين، إذ أُبلغ عنهم إلى منظمة الصحة العالمية في 31 ديسمبر 2019. كانت نسبة الوفيات بين الحالات المُشخصة بكوفيد-19 أقل بكثير من جائحة فيروس سارس في عام 2003، لكن انتقال العدوى كان أكبر، والوفيات أيضًا.

## الحالات المؤكدة يوميا
جدول الحالات اليومية لأكثر البلدان الأفريقية إصابة حتى 25 مارس 2020(بحاجة لتحديث):
| المكان                      | حالات مؤكدة | الوفيات | التعافي | المراجع |
| --------------------------- | ----------- | ------- | ------- | ------- |
| مصر                         |             |         |         | [ 13 ]  |
| جنوب إفريقيا                | 1,585       | 9       | 95      | [ 13 ]  |
| الجزائر                     |             |         |         | ·       |
| المغرب                      |             |         |         | [ 13 ]  |
| تونس                        |             |         |         | [ 13 ]  |
| السنغال                     | 350         | 3       | 211     | [ 13 ]  |
| بوركينا فاسو                | 318         | 16      | 66      | [ 15 ]  |
| الكاميرون                   | 555         | 9       | 17      | [ 13 ]  |
| جمهورية الكونغو الديمقراطية | 51          | 3       | 1       | [ 13 ]  |
| غانا                        | 136         |         | 0       | [ 13 ]  |
| رواندا                      | 50          | 0       | 0       | [ 13 ]  |
| ساحل العاج                  | 96          | 0       | 2       | [ 13 ]  |
| موريشيوس                    | 52          | 2       | 0       |         |
| نيجيريا                     | 214         | 4       | 25      | [ 13 ]  |
| كينيا                       | 31          | 1       | 1       | [ 13 ]  |
| إثيوبيا                     | 16          | 0       | 0       | [ 13 ]  |
| توغو                        | 9           | 0       | 0       | ·       |
| سيشل                        | 7           | 0       | 0       | [ 13 ]  |
| غينيا الاستوائية            | 12          | 0       | 0       | [ 13 ]  |
| تنزانيا                     | 13          | 0       | 0       | [ 13 ]  |
| الغابون                     | 7           | 1       | 0       | ·       |
| ليبيريا                     | 10          | 1       | 0       | ·       |
| مدغشقر                      | 3           | 0       |         |         |
| ناميبيا                     | 2           | 0       | 0       | ·       |
| بنين                        | 6           | 0       | 0       | ·       |
| السودان                     | 2           | 1       | 0       | ·       |
| زامبيا                      | 2           | 0       |         |         |
| جمهورية إفريقيا الوسطى      | 1           | 0       | 0       | [ 13 ]  |
| جمهورية الكونغو             | 1           | 0       | 0       | ·       |
| جيبوتي                      | 135         | 1       | 25      | [ 23 ]  |
| إسواتيني                    | 1           | 0       | 0       | ·       |
| غامبيا                      | 1           | 0       | 0       | [ 25 ]  |
| غينيا                       | 1           | 0       | 0       | ·       |
| موريتانيا                   | 3           | 0       | 0       | ·       |
| الصومال                     | 3           | 0       | 0       | ·       |
| زيمبابوي                    | 1           | 0       | -       |         |
| مجموع                       | 20,493      | 1,031   | 4,859   | مصادر   |

مجموع الحالات اليومية لأكثر البلدان الأفريقية إصابة حتى 17 مارس 2020:
الحالات اليومية لأكثر البلدان الأفريقية إصابة حتى 17 مارس 2020:

## الجائحة حسب البلد

### إسواتيني
في 14 مارس، تم تأكيد الحالة الأولى. وهي امرأة تبلغ من العمر 33 عامًا، عادت من الولايات المتحدة في نهاية فبراير / شباط ثم سافرت إلى ليسوتو قبل أن تعود إلى منزلها في إسواتيني، تعيش حاليًا في عزلة.

### أفريقيا الوسطى
في 14 مارس، أُعلِن عن الحالة الأولى للبلاد، وهي لرجل إيطالي يبلغ من العمر 74 عامًا عاد إلى جمهورية أفريقيا الوسطى من ميلانو.

### تنزانيا
في 16 مارس 2020، أُكدت أول حالة في تنزانيا.

### تونس
أول حالة شهدتها البلاد كانت يوم 2 مارس 2020.

### الجزائر
أكدت دولة الجزائر في 25 فبراير 2020 أول إصابة بفيروس كورونا لدى رجل إيطالي الجنسية وصل إلى الجزائر في 17 فبراير، وقامت الجزائر بترحيله في 28 فبراير من مطار حاسي مسعود الدولي في رحلة خاصة بعد أن كان يتعرض للحجر الصحي حتى تلك الفترة.

### السودان
في 13 مارس 2020 تم الإبلاغ عن أول حالة إصابة مؤكدة بفيروس كورونا في ولاية الخرطوم، وهو رجل توفي في 12 مارس 2020 كان قد زار الإمارات العربية المتحدة في الأسبوع الأول من مارس.
توقف السودان عن إصدار تأشيرات ورحلات لثمانية دول بما في ذلك إيطاليا ومصر بسبب مخاوف من تفشي كورونا.

### سيشل
في 14 مارس 2020، أبلغت سيشيل عن أول حالتيها. كانت الحالتان من الأشخاص الذين كانوا على اتصال بشخص في إيطاليا كان اختباره إيجابيًا.

### الصومال
في 16 مارس 2020، أُكدت أول حالة في الصومال.

### غينيا الاستوائية
في 14 مارس، أُعلن عن الحالة الأولى للبلاد، وهي امرأة تبلغ من العمر 42 عامًا عادت إلى غينيا الاستوائية من مدريد.

### الكاميرون
تأكدت إصابة أول حالة في 6 مارس 2020. الشخص المُصاب مُواطنٌ فرنسيٌ وصل إلى العاصمة ياوندي في 24 فبراير 2020.

### الكونغو الديمقراطية
في 10 مارس، تم الإبلاغ عن أول حالة في البلاد. والحالة هي مواطن بلجيكي زار البلد وتم عزله فيما بعد في مستشفى في كينشاسا. وصرح وزير الصحة في جمهورية الكونغو الديمقراطية، إيتيني لونغوندو، إن الوضع «تحت السيطرة» وأنه «لا داعي للذعر».

### جمهورية الكونغو
في 14 مارس، أُعلِن عن الحالة الأولى للبلاد، وهي لرجل عمره 50 سنة عاد إلى جمهورية الكونغو من باريس، فرنسا.

### كينيا
في 13 مارس، تم تأكيد أول حالة في كينيا، وهي امرأة كينية تبلغ من العمر 27 عامًا سافرت من الولايات المتحدة عبر لندن.

### مدغشقر
في 20 مارس 2020، تأكدت الحالات الثلاث الأولى في مدغشقر. جميعهم من النساء.

### مصر
منذ 26 يناير جميع الرحلات الجوية من الصين إلى مصر محظورة. أعلنت وزارة الصحة المصرية عن أول حالة في البلاد بمطار القاهرة الدولي تتعلق بمواطن صيني في 14 فبراير، أخطرت السلطات المصرية منظمة الصحة العالمية وتم وضع المريض في الحجر الصحي في المستشفى، واتُخذت في وقت لاحق تدابير وقائية لرصد الأشخاص الذين اتصلوا بالشخص.

### المغرب
ظهرت أول حالة في 2 مارس 2020.